# Liste von Wegweisersäulen im Landkreis Nordsachsen
- Karte mit allen Koordinaten:
- OSM |
- WikiMap

Diese Aufzählung ist eine Teilliste der Liste von Wegweisersäulen in Sachsen.

## Landkreis Nordsachsen

### Arzberg
| Bild                 | Bezeichnung          | Lage                                    | Datierung | Beschreibung | ID       |
| -------------------- | -------------------- | --------------------------------------- | --------- | --- | -------- |
| Weitere Bilder       | Wegestein Kötten     | Lindenstraße (Karte)                    | Um 1900   | Verkehrsgeschichtliche Bedeutung. Quadratischer Granitstein mit pyramidalem Abschluss, an drei Seiten eingemeißelte Inschriften (schwarz gefasst) „3 km nach Blumberg, 5 1/2 nach Cölsa“, „14 km nach Torgau, 17 km nach Liebenwerda“, „5 1/2 km nach Cölsa, 3 km nach Blumberg“ sowie Richtungspfeile. | 08967066 |
| Wegestein Nichtewitz | Wegestein Nichtewitz | Breite Straße (Karte)                   | Um 1900   | Verkehrsgeschichtliche Bedeutung. Sandstein-Pfeiler (quadratisch), eingemeißelte Inschrift „Arzberg“, „Koßdorf“, „Oehdorf“ (?), „Kaucklitz“, zum Teil schwarz gefasst. | 08967074 |
| Weitere Bilder       | Wegestein Packisch   | Mühlberger Straße 6 (vor) (Karte)       | Um 1900   | von verkehrsgeschichtlicher Bedeutung. Granitstele mit pyramidalem Abschluss, quadratischer Grundriss, auf einer Seite Inschrift „14 1/2 km nach Mühlberg 14 km nach Torgau“ und Richtungspfeile. | 08967060 |
| Weitere Bilder       | Wegestein Pülswerda  | Am Schlosspark (Karte)                  | Um 1900   | Verkehrsgeschichtliche Bedeutung. Naturstein-Stele mit Inschrift „Privatweg“ und Richtungspfeile, „Camitz, Kathewitz, Belgern, Neusorge, Zschackau, Torgau“, „Erneuert 1999“. | 08967055 |
| Weitere Bilder       | Wegestein Stehla     | Koßdorfer Straße 15 (gegenüber) (Karte) | Um 1900   | Verkehrsgeschichtlich von Bedeutung. Quadratische Granitstele, zweiseitig beschriftet, eingemeißelte Inschriften schwarz gefasst: „Blumberg 3 1/2 km, Altbelgern 2 km“, „Cossdorf 3 km, Packisch 3 km“ sowie Richtungspfeile.                                                                           | 08967068 |

### Beilrode
| Bild                | Bezeichnung         | Lage                               | Datierung            | Beschreibung | ID       |
| ------------------- | ------------------- | ---------------------------------- | -------------------- | --- | -------- |
| Wegestein Beilrode  | Wegestein Beilrode  | (Flur 8, Flurstück 63) (Karte)     | Ende 19. Jahrhundert | Verkehrsgeschichtlich von Bedeutung. Dreieckige Sandsteinstele, eingemeißelte Inschrift „Rehfeld, Falkenstruth“ und Richtungspfeile.                        | 09286369 |
| Wegestein           | Wegestein           | (Flur 8, Flurstück 90) (Karte)     | Um 1900              | Verkehrsgeschichtliche Bedeutung. Sandsteinstele mit pyramidalem oberen Abschluss, eingemeißeltem Kreuz, Inschrift „Rehfeld, Arzberg“ und Richtungspfeilen. | 09286623 |
| Wegestein           | Wegestein           | (Flur 8, Flurstück 53) (Karte)     | Ende 19. Jahrhundert | Verkehrsgeschichtliche Bedeutung. Sandsteinstele mit pyramidalem Abschluss, Inschriften „Döbrichau“, „Triestewitz“, „Zschackau“ und „Rehfeld“.              | 09286370 |
| Wegestein Döbrichau | Wegestein Döbrichau | Kirchstraße 6 (vor) (Karte)        | Um 1900              | Verkehrsgeschichtliche Bedeutung. Sandsteinstele mit oberem pyramidalen Abschluss, eingemeißelte Inschriften „Zwethau“, „Falkenstruth“ und Richtungspfeile. | 09285947 |
| Wegestein           | Wegestein           | Züllsdorfer Straße 2 (bei) (Karte) | Um 1900              | Verkehrsgeschichtlich von Bedeutung. Sandsteinstele, mit pyramidalem Abschluss und Inschriften „Deutzschen“, „Züllsdorf“ sowie Richtungspfeilen.            | 09285946 |

### Belgern-Schildau
| Bild                      | Bezeichnung               | Lage | Datierung                 | Beschreibung | ID       |
| ------------------------- | ------------------------- | --- | ------------------------- | --- | -------- |
| Weitere Bilder            | Wegestein Döbeltitz       | Elbaue 24 (Karte) | Um 1900                   | Sandsteinstele mit flachem, pyramidalem Abschluss und Inschrift, verkehrsgeschichtlich von Bedeutung | 09301459 |
| Wegestein Belgern         | Wegestein Belgern         | Elbaue 32 (bei) (Karte) | Um 1900                   | Quadratische Sandsteinstele mit eingemeißelter Inschrift und Richtungspfeilen, von verkehrshistorischer Bedeutung | 09286628 |
| Wegestein Kraußnitz Mühle | Wegestein Kraußnitz Mühle | (Karte) |                           | |          |
| Wegestein Schildau        | Wegestein Schildau        | Wurzener Straße (am Abzweig nach Ochsensaal, Butterstraße) (Karte)                                                              | Um 1850                   | Sandsteinstele, flacher, pyramidenartiger Abschluss, markante Inschriften, dazu Richtungsweiser, orts- und verkehrsgeschichtlich bedeutend. Möglicherweise befindet sich der Stein auf dem unmittelbar westlich daneben gelegenen Flurstück 15/2. Als Inschriften erscheinen mehrere Ortsnamen, darunter Schildau. Unter den Ortsnamen kann man noch die filigran eingemeißelten Wegweiser erkennen. | 09303406 |
| Weitere Bilder            | Wegestein Schildau        | Wurzener Straße (an der Ecke zum S-Weg, der zur Baumschule führt) (Karte)                                                       | 2. Hälfte 19. Jahrhundert | Sandsteinstele, markante Inschriften, dazu Richtungsweiser, orts- und verkehrsgeschichtlich bedeutend. Als Inschriften erscheinen mehrere Ortsnamen, darunter Schildau. | 09303412 |
| Weitere Bilder            | Wegestein Seydewitz       | (an der Straße nach Oelschau nordwestlich vom Ortsausgang Seydewitz am Abzweig Richtung Wohlau, an der Höhenlinie 89,6) (Karte) | 2. Hälfte 19. Jahrhundert | Sandsteinstele auf quadratischem Grundriss, leicht pyramidaler Abschluss, eingemeißelte Inschrift, von verkehrsgeschichtlicher Bedeutung. Eingemeißelte Inschrift „Strehla, Oelschau“ sowie Richtungspfeile. | 09286625 |

### Cavertitz
| Bild                                           | Bezeichnung                                    | Lage                                                          | Datierung | Beschreibung | ID       |
| ---------------------------------------------- | ---------------------------------------------- | ------------------------------------------------------------- | --- | --- | -------- |
| Wegestein Cavertitz                            | Wegestein Cavertitz                            | Hauptstraße (am Ortsausgang, Richtung Laas) (Karte)           | Um 1850 | Verkehrsgeschichtlich von Bedeutung, obeliskartiger Wegestein aus Sandstein | 08972540 |
| Wegestein Cavertitz                            | Wegestein Cavertitz                            | Kirchstraße (Karte)                                           | Mitte 19. Jahrhundert | Verkehrsgeschichtlich von Bedeutung. Wegestein aus Sandstein, Stele mit pyramidenähnlichem Abschluss. | 08972542 |
| Wegestein Klingenhain                          | Wegestein Klingenhain                          | An der Dahle (gegenüber Nr. 7 an Brücke) (Karte)              | 2. Hälfte 19. Jahrhundert | Verkehrsgeschichtlich von Bedeutung, Sandstein scharriert, Schrift ausgewaschen | 08972432 |
| Wegestein Lampertswalde                        | Wegestein Lampertswalde                        | Sommerseite (Ecke Sörnewitzer Straße) (Karte)                 | 2. Hälfte 19. Jahrhundert | Von verkehrsgeschichtlicher Bedeutung. Granit, ehemals schwarze Aufschrift (unleserlich). | 08972586 |
| Gasthof mit Ausstattung, Scheune und Wegestein | Gasthof mit Ausstattung, Scheune und Wegestein | Sörnewitzer Straße 1 (Karte)                                  | 2. Hälfte 18. Jahrhundert (Scheune); Anfang 19. Jahrhundert (Gasthof); Mitte 19. Jahrhundert (Wegestein); 1918 (Gaststättenausstattung) | Putzbau mit weitgehend original erhaltener Gaststube von 1918, baugeschichtlich, ortsgeschichtlich und straßenbildprägend von Bedeutung, Wegestein mit verkehrsgeschichtlicher Bedeutung. - Gasthof/Ausstattung: Gaststube mit Holzbalkendecke, im Unterzug mit Inschrift „Bauern Art und Bauern Fleiß ob auch selten man sie preis' sind des Volkes Quell und Kraft wohl dem Staat der das bedacht“, Säule (um 1770) mit Eisernem Kreuz und Jahreszahl 1914–1918, Bestuhlung und Eckbank (1918) - Wanddekorationen: Hirschgeweihe, Elchtrophäe, Wirtshausschild (1918), Scheune: Bruchsteinmauerwerk, verputzt, Krüppelwalmdach (Dachsteine) - Wegestein: Sandsteinstele, vormaliger Standort am Friedhof | 08972589 |
| Wegestein Schöna                               | Wegestein Schöna                               | Friedensstraße 17 (gegenüber) (Karte)                         | Mitte 19. Jahrhundert | Verkehrsgeschichtlich von Bedeutung. Sandstein, niedriger Stein auf dreieckigem Grundriss. | 08972590 |
| Wegestein                                      | Wegestein                                      | Olganitzer Straße (Ecke Weinbergstraße) (Karte)               | 19. Jahrhundert | Verkehrsgeschichtlich von Bedeutung, Sandsteinstele auf quadratischem Grundriss | 08972592 |
| Wegestein Treptitz                             | Wegestein Treptitz                             | Heidestraße (Heidestraße, Abzweig Straße nach Wohlau) (Karte) | Um 1900 | Hohe Sandsteinstele mit prismatischem Abschluss als Teil einer Garteneinfriedung, Wegweiser in Richtung Dahlen und Belgern, verkehrsgeschichtlich von Bedeutung | 08973411 |

### Dahlen
| Bild                | Bezeichnung         | Lage                                       | Datierung       | Beschreibung | ID       |
| ------------------- | ------------------- | ------------------------------------------ | --------------- | --- | -------- |
| Wegestein Großböhla | Wegestein Großböhla | (Flur Kleinböhla, Flurstück 206/2) (Karte) | 19. Jahrhundert | Sandsteinstele mit Inschrift, Wegweiser von verkehrsgeschichtlicher Bedeutung. Wegestein aus Sandstein, scharriert, Inschrift „Klein Böhla“. | 08972306 |

### Doberschütz
| Bild              | Bezeichnung           | Lage                                                | Datierung                 | Beschreibung | ID       |
| ----------------- | --------------------- | --------------------------------------------------- | ------------------------- | --- | -------- |
| Bild gesucht      | Wegestein Doberschütz | Breite Straße 9 (vor) (Karte)                       | 19. Jahrhundert           | Verkehrsgeschichtlich von Bedeutung. Sandstein, quadratischer Grundriss mit Inschrift auf zwei Seiten (Inschrift unleserlich, vermutlich Paschwitz). | 08972483 |
| Weitere Bilder    | Wegestein Bunitz      | (Gemarkung Paschwitz, Flur 5, Flurstück 73) (Karte) | 2. Hälfte 19. Jahrhundert | Verkehrsgeschichtlich von Bedeutung. Wegweiser aus Sandstein, 1,20 m hoch mit noch lesbaren Ortsnamen und Entfernungsangaben, Angaben: Thallwitz 2,3 km, Paschwitz 2,7 km, auf der linken Seite Sprotta 4,5 km, zusätzlich 1941 ein Namenszug eingehauen. | 08972516 |
| Wegestein Mölbitz | Wegestein Mölbitz     | Mölbitzer Hauptstraße (Karte)                       | 19. Jahrhundert           | Ecklage Straße nach Strelln und Schöna, von verkehrsgeschichtlicher Bedeutung. Wegweiser aus Sandstein ohne Schriftzeichen (stark verwittert). | 08972514 |

### Dommitzsch
| Bild                             | Bezeichnung                      | Lage    | Datierung | Beschreibung | ID |
| -------------------------------- | -------------------------------- | ------- | --------- | ------------ | -- |
| Wegestein Dommitzscher Stadtwald | Wegestein Dommitzscher Stadtwald | (Karte) |           |              |    |
| Wegestein Dommitzscher Stadtwald | Wegestein Dommitzscher Stadtwald | (Karte) |           |              |    |
| Wegestein Dübener Heide          | Wegestein Dübener Heide          | (Karte) |           |              |    |
| Wegestein Elsnig                 | Wegestein Elsnig                 | (Karte) |           |              |    |
| Wegestein Falkenberg             | Wegestein Falkenberg             | (Karte) |           |              |    |
| Wegestein Falkenberg             | Wegestein Falkenberg             | (Karte) |           |              |    |
| Wegestein am Jagdhaus            | Wegestein am Jagdhaus            | (Karte) |           |              |    |
| Wegestein Roitzsch               | Wegestein Roitzsch               | (Karte) |           |              |    |
| Wegestein Trossin                | Wegestein Trossin                | (Karte) |           |              |    |

### Jesewitz
| Bild                 | Bezeichnung          | Lage                               | Datierung       | Beschreibung | ID       |
| -------------------- | -------------------- | ---------------------------------- | --------------- | --- | -------- |
| Wegestein Pehritzsch | Wegestein Pehritzsch | Hauptstraße 27 (gegenüber) (Karte) | 19. Jahrhundert | Sandsteinpfeiler mit Inschrift, von heimatkundlicher und verkehrsgeschichtlicher Bedeutung. Sandsteinpfeiler mit flachem pyramidalem Abschluss, ca. 90 cm hoch. Ortsbezeichnungen und Entfernungsangaben nur noch schwer entzifferbar: „Machern“ und „Püchau“ darunter jeweils Richtungspfeil eingehauen. | 08965609 |

### Krostitz
| Bild           | Bezeichnung      | Lage                                | Datierung           | Beschreibung                                                                                                   | ID       |
| -------------- | ---------------- | ----------------------------------- | ------------------- | --- | -------- |
| Weitere Bilder | Wegestein Beuden | Mocherwitzer Straße 1 (bei) (Karte) | Bezeichnet mit 1843 | Verkehrsgeschichtlich von Bedeutung, Sandstein-Pfeiler mit Inschriften, u. a. „Dorf Beuden“ mit Richtungspfeil | 09305695 |

### Laußig
| Bild                 | Bezeichnung          | Lage                    | Datierung       | Beschreibung | ID       |
| -------------------- | -------------------- | ----------------------- | --------------- | --- | -------- |
| Wegestein Durchwehna | Wegestein Durchwehna | Friedrichshütte (Karte) | 19. Jahrhundert | Markante Ecklage am Ortsausgang nach Kossa, verkehrsgeschichtlich von Bedeutung. Sandstein, quadratischer Pfeiler ca. 1 m hoch mit flachem Pyramidenabschluss, Schriftzüge „Kossa“ und „Durchwehna“ mit Richtungspfeil eingehauen und mit schwarzer Farbe ausgestrichen. | 08974166 |

### Liebschützberg
| Bild           | Bezeichnung         | Lage                                       | Datierung             | Beschreibung | ID       |
| -------------- | ------------------- | ------------------------------------------ | --------------------- | --- | -------- |
| Bild gesucht   | Wegestein Bornitz   | (Gemarkung Borna, Flurstück 682/3) (Karte) | 19. Jahrhundert       | Am Ortsrand, verkehrsgeschichtlich von Bedeutung, Sandstein | 08967021 |
| Weitere Bilder | Wegestein Ganzig    | (vor Oschatzer Weg 30) (Karte)             | 19. Jahrhundert       | Am nordöstlichen Ortsausgang Richtung Bornitz, verkehrsgeschichtlich von Bedeutung, Sandstein, Entfernungsangaben in km                                                                           | 08967039 |
| Weitere Bilder | Wegestein Sahlassan | Strehlaer Straße 15 (gegenüber) (Karte)    | 19. Jahrhundert       | Sandsteinpfeiler mit Inschrift, verkehrshistorische Bedeutung. Quadratischer Sandsteinpfeiler, ca. 80 cm hoch, eingezogene Ecke, Inschrift „Paußnitz, Strehla, Laas, Leckwitz“, farbig gestaltet. | 08974728 |
| Bild gesucht   | Wegestein Terpitz   | (Flurstück 332/2) (Karte)                  | 19. Jahrhundert       | Am Ortsausgang Richtung Schönnewitz, verkehrsgeschichtlich von Bedeutung, Sandstein, Aufschrift Schmorkau und Pfeil                                                                               | 08967040 |
| Weitere Bilder | Wegestein Zaußwitz  | Canitzer Straße (Karte)                    | Mitte 19. Jahrhundert | Verkehrsgeschichtlich von Bedeutung. Sandstein mit zeltförmigem Abschluss, Richtungsweiser und Orte eingemeißelt (Borna, Canitz), Rest verwaschen.                                                | 08974893 |

### Löbnitz
| Bild           | Bezeichnung       | Lage                                  | Datierung           | Beschreibung | ID       |
| -------------- | ----------------- | ------------------------------------- | ------------------- | --- | -------- |
| Weitere Bilder | Wegestein Löbnitz | Dübener Straße 50 (gegenüber) (Karte) | Bezeichnet mit 1841 | Sandsteinstele mit Inschrift, verkehrsgeschichtlich von Bedeutung. Mit Inschrift („Roitzsch und Düben 2 Std.“) kurz vor dem Ortseingang Roitzschjora. | 08972070 |

### Mockrehna
| Bild                 | Bezeichnung                 | Lage                                                               | Datierung       | Beschreibung | ID       |
| -------------------- | --------------------------- | ------------------------------------------------------------------ | --------------- | --- | -------- |
| Weitere Bilder       | Wegestein Audenhain         | Am Kirchhof 2 (vor) (Karte)                                        | 19. Jahrhundert | Sandsteinstele mit Inschrift, verkehrsgeschichtlich von Bedeutung. Sandsteinstele auf quadratischem Grundriss mit Inschriften „Gräfendorf, Klitzschen, Torgau, Schöna, Probsthain, Schildau“ (eingemeißelte Schrift, weiß gefasst) und eingemeißelten Richtungspfeilen, ca. 90 cm hoch, 30 cm × 30 cm (originaler Stein wurde nach altem Vorbild überarbeitet und an altem Standort wieder aufgestellt). | 08966388 |
| Bild gesucht         | Wegestein Gräfendorf        | (Flur 7, Flurstück 28/2) (Karte)                                   | Um 1900         | Granitstele mit Inschrift, verkehrsgeschichtlich von Bedeutung, eingemeißelte Inschrift mit Richtungspfeilen „Torgau“, „Mockrehne“ und „Gräfendorf“ | 08966468 |
| Bild gesucht         | Wegestein Langenreichenbach | Hauptstraße (Karte)                                                | Um 1900         | Sandsteinstele mit Inschrift und pyramidalem Abschluss, verkehrsgeschichtliche Bedeutung. Eingemeißelte Inschrift und Richtungspfeile, „Langenreichenbach“ und „Torgau 10 km“, „Schildau 4 km“ und „Klitzschen 2 km“. | 08966519 |
| Wegestein Schöna     | Wegestein Schöna            | Salzstraße 26 (bei), am Abzweig nach Röcknitz und Strellen (Karte) | 19. Jahrhundert | Sandsteinstele mit Inschrift, verkehrsgeschichtliche Bedeutung. Quadratisch, zum Teil verwittert, eingemeißelte Inschrift „Mölbitz“, „Schildau, Strelln“ (schlecht leserlich). | 08966497 |
| Weitere Bilder       | Wegestein Wildenhain        | Gräfendorfer Straße (Karte)                                        | 19. Jahrhundert | Sandsteinsäule mit Inschrift der Orte (Torgau, Weidenhain, Wildenhain, Gräfendorf), Zeitangaben (in Stunden) und Richtungspfeile, verkehrsgeschichtlich von Bedeutung | 08966523 |
| Wegestein Wildschütz | Wegestein Wildschütz        | Dorfstraße (Karte)                                                 | Um 1900         | Verkehrsgeschichtlich von Bedeutung. Porphyrstele (grauer Porphyr) mit eingemeißelter Inschrift (schwarz gefasst) „Hoburg“, „Schöna“ und „Kobershain, Probsthain, verbotner Weg“ sowie jeweils Richtungspfeile. | 08966493 |

### Mügeln
| Bild               | Bezeichnung            | Lage                                              | Datierung             | Beschreibung | ID       |
| ------------------ | ---------------------- | ------------------------------------------------- | --------------------- | --- | -------- |
| Wegestein Berntitz | Wegestein Berntitz     | (Flurstück 40/2) (Karte)                          | 19. Jahrhundert       | Sandsteinpfeiler mit Inschriften, verkehrsgeschichtlich von Bedeutung | 08965736 |
| Bild gesucht       | Wegestein Zschannewitz | (Gemarkung Niedergoseln, Flurstück 260/1) (Karte) | Mitte 19. Jahrhundert | Am Feldweg zwischen Döhlen, Schrebitz und Sömnitz, technisches Denkmal von landschaftsbildprägender und verkehrstechnischer Bedeutung. Sandsteinblock, scharriert, flacher, zeltdachförmiger Abschluss. | 08965679 |

### Oschatz
| Bild              | Bezeichnung       | Lage                                     | Datierung             | Beschreibung | ID       |
| ----------------- | ----------------- | ---------------------------------------- | --------------------- | --- | -------- |
| Wegestein Leuben  | Wegestein Leuben  | Naundorfer Straße 18 (gegenüber) (Karte) | Mitte 19. Jahrhundert | An einer Straßenkreuzung, von verkehrsgeschichtlicher Bedeutung. Sandsteinpfeiler, Richtungsangaben Limbach, Naundorf, Saalhausen. | 08973595 |
| Wegestein Zöschau | Wegestein Zöschau | Salbitzer Straße 23 (bei) (Karte)        | Bezeichnet mit 1849   | Verkehrsgeschichtlich von Bedeutung. Sandstein, scharriert, Schrift ausgewittert (Lonnewitz...)                                    | 08973517 |

### Rackwitz
| Bild         | Bezeichnung      | Lage                                | Datierung       | Beschreibung | ID       |
| ------------ | ---------------- | ----------------------------------- | --------------- | --- | -------- |
| Bild gesucht | Wegestein Kreuma | Kreumaer Mühlenweg 11 (bei) (Karte) | 19. Jahrhundert | Sandsteinstele mit Inschrift, verkehrsgeschichtlich von Bedeutung. Wegestein aus Sandstein, ca. 80 cm hoch, flachpyramidaler Abschluss, als Ortsangabe nur Kitzen, ehemals weiß bemalter Schriftzug (schwer lesbar). | 08972783 |

### Schkeuditz
| Bild                    | Bezeichnung             | Lage                     | Datierung       | Beschreibung                        | ID       |
| ----------------------- | ----------------------- | ------------------------ | --------------- | ----------------------------------- | -------- |
| Wegestein Kleinliebenau | Wegestein Kleinliebenau | Horburger Straße (Karte) | 19. Jahrhundert | Verkehrsgeschichtlich von Bedeutung | 09259336 |

### Schönwölkau
| Bild                 | Bezeichnung          | Lage                     | Datierung                 | Beschreibung                                                                                                 | ID       |
| -------------------- | -------------------- | ------------------------ | ------------------------- | --- | -------- |
| Wegestein Lindenhayn | Wegestein Lindenhayn | Badrinaer Straße (Karte) | 2. Hälfte 19. Jahrhundert | Von verkehrshistorischer Bedeutung. Ca. 1,20 m hohe Sandsteinstele, aufgemalte Inschriften stark verwittert. | 08974611 |

### Torgau
| Bild                   | Bezeichnung            | Lage                                    | Datierung                            | Beschreibung | ID       |
| ---------------------- | ---------------------- | --------------------------------------- | ------------------------------------ | --- | -------- |
| Weitere Bilder         | Wegesäule Beckwitz     | Ernst-Thälmann-Straße 21a (bei) (Karte) | 18. Jahrhundert oder 19. Jahrhundert | Schaft mit flachem, gewölbtem Abschluss, Inschriften und Richtungsanzeigern, verkehrsgeschichtlich von Bedeutung. An diesen Standort versetzt, Inschriften „Mahitzschen 6 km, Belgern 12 km, Bennewitz 3 km“.                                    | 09286259 |
| Weitere Bilder         | Wegestein Loßwig       | Kirchweg (Karte)                        | Mitte 19. Jahrhundert                | Hoher Schaft mit Abdeckplatte, Inschriften und Richtungsanzeiger, verkehrsgeschichtlich von Bedeutung. Sandsteinstele mit Abdeckplatte, bezeichnet mit „Pflückuff/Tg./Elbe/Kunzwerda//Bennewitz/Belgern//Pflückuff/Tg./Elbe//Bennewitz/Belgern“. | 08967240 |
| Wegestein Mehderitzsch | Wegestein Mehderitzsch | (Flur 6, Flurstück 26) (Karte)          | 1. Hälfte 19. Jahrhundert            | Schaft mit flacher, pyramidenförmiger Abdeckung, Inschriften und Richtungsweisern, verkehrsgeschichtlich von Bedeutung. Sandstein, bezeichnet mit „Belgern/Beckwitz//Mehderitzh/Taura“.                                                          | 08967105 |
| Wegestein Welsau       | Wegestein Welsau       | Lindenstraße 21 (gegenüber) (Karte)     | Um 1900                              | Von verkehrshistorischer Bedeutung | 09286569 |

### Trossin
| Bild               | Bezeichnung        | Lage                       | Datierung       | Beschreibung | ID       |
| ------------------ | ------------------ | -------------------------- | --------------- | --- | -------- |
| Wegestein Roitzsch | Wegestein Roitzsch | Eilenburger Straße (Karte) | 19. Jahrhundert | Verkehrsgeschichtlich und ortsgeschichtlich von Bedeutung. Sandstein-Stele mit pyramidalem Abschluss, Inschriften „Jagdhaus 4,5 St.“ und Richtungspfeil, „Pressel (?) 2 St.“, „Wöllnau 2 St.“ (schlecht leserlich). | 09285939 |
| Wegestein Roitzsch | Wegestein Roitzsch | Jagdhaus (Karte)           | 19. Jahrhundert | Verkehrsgeschichtlich und ortsgeschichtlich von Bedeutung | 09305274 |

### Wermsdorf
| Bild              | Bezeichnung       | Lage    | Datierung | Beschreibung | ID |
| ----------------- | ----------------- | ------- | --------- | --- | -- |
| Wegestein Calbitz | Wegestein Calbitz | (Karte) |           | Findling umgenutzt als Wegestein am Nordrand des Wermsdorfer Wald, Calbitzer Straße in Wermsdorf OT Calbitz. Text: Butterweg Mügeln 10,5 km Calbitz 2,5 km Wermsdorf 4,5 km |    |

### Zschepplin
| Bild               | Bezeichnung        | Lage                                                  | Datierung                 | Beschreibung | ID       |
| ------------------ | ------------------ | ----------------------------------------------------- | ------------------------- | --- | -------- |
| Bild gesucht       | Wegestein Glaucha  | Löbnitzer Weg (Karte)                                 | Bezeichnet mit 1866       | Verkehrsgeschichtlich von Bedeutung. Quadratischer Sandsteinpfeiler, flacher pyramidaler Abschluss, Ortsbezeichnungen eingraviert „Hohenprießnitz, Löbnitz, Niederglaucha und Badrina“, rückseitige Bezeichnung „1866 K“.                                       |          |
| Wegestein Noitzsch | Wegestein Noitzsch | (Gemarkung Zschepplin, Flur 9, Flurstück 5/6) (Karte) | 2. Hälfte 19. Jahrhundert | Verkehrsgeschichtlich von Bedeutung. Sandsteinwegweiser, etwa einen Meter hoch, quadratischer Grundriss, mit flachpyramidalem Abschluss. Ortsbezeichnungen: Rotes Haus und Wellaune, Noitzsch (1 h) und Richtungspfeile eingehauen und weiß unterlegt (bemalt). | 08974314 |
| Bild gesucht       | Wegestein Noitzsch | Zum Tiergarten (Karte)                                | 1. Hälfte 19. Jahrhundert | Verkehrsgeschichtlich von Bedeutung. Quadratischer Sandsteinpfeiler mit flachem rombenartigem Abschluss, beschädigt. | 08974345 |